# Muntingiaceae
Muntingiaceae, porodica grmova do manjeg drveća smještena u red Sljezolike. Opisana je 1998. godine, a nju su uključena tri monotipska roda iz Srednje i Južne Amerike.

## Potporodice i rodovi
1. Subfamilia Muntingioideae Reveal
  1. Muntingia L. (1 sp.)
  2. Dicraspidia Standl. (1 sp.)
2. Subfamilia Neotessmannioideae Burret
  1. Neotessmannia Burret (1 sp.)